# آدام شایک
آدام شایک (انگلیسی: Adam Shaiek؛ زادهٔ ۶ آوریل ۱۹۸۹) بازیکن فوتبال اهل فرانسه است.
از باشگاه‌هایی که در آن بازی کرده‌است می‌توان به باشگاه فوتبال تروا اشاره کرد.